# Medon (mythologie)
Medon (Oudgrieks: Μέδων) is een naam uit de Griekse mythologie die op vier personen kan slaan:
- De trouwe heraut van Odysseus.[1]  Na het advies van zijn zoon Telemachus spaart Odysseus Medons leven na het vermoorden van de vrijers van Penelope in zijn huis in Ithaka.[2]
- Een stiefbroer van Ajax en zoon van Oileus, de koning van Locris.[3] Nadat hij Eriopis doodde, een verwant van zijn moeder, verliet hij het huis van zijn vader en vluchtte naar Phylace. In de Trojaanse Oorlog voerde hij het leger van Philoctetes aan nadat deze was gebeten door een slang en op Lemnos moest blijven nadat de wond begon te ontsteken.[4]  Medon werd gedood door Aeneas.[5]
- De zoon van Codrus en de eerste archont van Athene.[6]
- De zoon van Pylades en Elektra en de broer van Strophius.[7]